# バイーア連邦大学
バイーア連邦大学（ポルトガル語: Universidade Federal da Bahia、UFBA）とは、ブラジル・バイーア州にある公立大学。サルヴァドールを中心に立地しており、同州で最大の大学である。

## 歴史
この大学は1946年4月8日に法令9155によって設立され、医学部と歯学部、薬学部、哲学部、経済学部、法学部、工芸学部によって成立した。その後、同年7月2日に始動し、同国最古のキリスト教の薬学部を構えた。
四年後の1950年12月4日、政府は高等教育の連邦化制度に関する法令2234を批准したためにこの大学は連邦政府の下に置かれる事となった。その後、この大学はバイーア連邦大学と呼ばれている。尤も州自体の高等教育の歴史は1808年にまで遡れ、ポルトガル議会の決定によりバイア医科学校がこの年に設立された。
その後、1832年に薬学部、1877年に美術学部、1891年に法学部、1897年に工芸学校、1905年に経済学部、1942年に図書館学部、1943年に哲学部、理学部、文学部が設立され、これらが1946年以降バイーア連邦大学の一部となっている。
以降、時代を下るにつれて、新たな学部学科が社会の科学的、文化的必要性から作られていった。この仕事は1949年から1961年に学長を務めたエドガルド・サントスによって行われ調整された。
その時期には、大学病院、建築学部、教育学部、音楽学部、風景画学部、地球科学部、数学科、物理学科、化学科、生物学科、健康科学科、アフロ-オリエント研究センター、宗教画美術館が設立された。

## 学生生活
公立大学であるため、授業料は存在しない。入学の為には試験を受ける必要がある。
この大学には57の学士課程、82の修士課程、100以上の博士課程が存在する。同国最初の大学の一つである為、州都サルヴァドールの外にも西側のバレイラス、南側のヴィトリア・ダ・コンキスタにもキャンパスが存在する。
平均の志願倍率は6.2倍である。また、大学の協定校は32カ国に及び、例えば米国、スウェーデン、アルゼンチン、南アフリカ、ニュージーランド等の大学と協定を結んでいる。